# Micraxylia antemedialis
Micraxylia antemedialis là một loài bướm đêm trong họ Noctuidae.